# Soucelles
Soucelles is een plaats en voormalige gemeente in het Franse departement Maine-et-Loire in de regio Pays de la Loire en telt 2217 inwoners (2004). De plaats maakt deel uit van het arrondissement Angers.

## Geschiedenis
Soucelles is op 1 januari 2019 gefuseerd met de gemeente Villevêque tot de gemeente Rives-du-Loir-en-Anjou. 

## Geografie
De oppervlakte van Soucelles bedraagt 19,1 km², de bevolkingsdichtheid is 116,1 inwoners per km².
De onderstaande kaart toont de ligging van Soucelles met de belangrijkste infrastructuur en aangrenzende gemeenten.

## Demografie
Onderstaande figuur toont het verloop van het inwonertal.